# Philonotis myriocarpa
Philonotis myriocarpa là một loài rêu trong họ Bartramiaceae. Loài này được Schimp. ex Renauld & Cardot mô tả khoa học đầu tiên năm 1890.